# 경제전망대
경제전망대는 KBS 1라디오에서 방송했던 라디오 경제 프로그램이다.
1994년 2월 21일에 첫방송을 시작해 역대로 방송 분량과 진행자가 변경되어 방송됐으나 2003년 7월 12일 방송을 마지막으로 9년만에 폐지되었다.

## 역대 방송시간
| 방송 채널   | 방송 기간                         | 방송 시간                       |
| ----------- | --------------------------------- | ------------------------------- |
| KBS 1라디오 | 1994년 2월 21일 ~ 1999년 4월 24일 | 월~토요일 아침 6:05 ~ 아침 6:30 |
| KBS 1라디오 | 2000년 5월 1일 ~ 2003년 7월 12일  | 월~토요일 아침 6:05 ~ 아침 6:30 |
| KBS 1라디오 | 1999년 4월 26일 ~ 2000년 4월 29일 | 월~토요일 아침 6:05 ~ 아침 6:40 |

## 역대 진행자
- 1994년 2월 21일 ~ 1997년 11월 1일 : 진행자 미상
- 1997년 11월 3일 ~ 2000년 4월 29일 : 최동규
- 2000년 5월 1일 ~ 2000년 11월 4일 : 차만순
- 2000년 11월 6일 ~ 2002년 10월 19일 : 이보길 해설위원
- 2002년 10월 21일 ~ 2003년 2월 8일 : 정태인
- 2003년 2월 10일 ~ 2003년 5월 10일 : 김상택
- 2003년 5월 12일 ~ 2003년 7월 12일 : 故 박태남 아나운서